# ایستگاه قصر سفید
ایستگاه قصر سفید ایستگاهی در خط سبز متروی دوحه در شهر پزشکی حمد است. این ایستگاه که به شهر پزشکی حمد و منطقهٔ الرمیله خدمات‌رسانی می‌کند، در خیابان احمد بن علی در شهر پزشکی حمد واقع شده‌است.
این ایستگاه در حال حاضر فاقد مترولینک است. امکانات موجود در محل شامل سرویس بهداشتی و نمازخانه است.

## تاریخچه
این ایستگاه در ۱۰ دسامبر ۲۰۱۹ به‌همراه سایر ایستگاه‌های خط سبز (که با نام خط آموزش نیز شناخته می‌شود) به روی عموم باز شد.

## طرح‌بندی ایستگاه
| همکف | سطح خیابان                                       | خروجی/ورودی            | خروجی/ورودی            |
| -۱   | مزانین                                           | کنترل کرایه، فروش بلیط | کنترل کرایه، فروش بلیط |
| -۲   | خدمات عمومی                                      | مغازه‌ها                | مغازه‌ها                |
| -۳   | به غرب                                           | M2 به سمت الرفاع       |                        |
| -۳   | سکوی جزیره ای، درها به سمت چپ یا راست باز می‌شوند |                        |                        |
| -۳   | به شرق                                           | M2 به سمت المنصوره     |                        |

## خدمات حمل و نقل
اتوبوس‌های خطوط ۴۰، ۴۱، ۴۲، ۴۳، ۴۵، ۴۹، ۵۵، ۵۶، ۱۰۴، ۱۰۴آ، ۱۰۴ب، ۱۵۶ و ۱۵۶آ به این ایستگاه خدمات‌رسانی می‌کنند.